# غار (نبات)
الغار أو الرند أو نبات الغار أو ورق الغار (الاسم العلمي: Laurus nobilis) هي أشجار كبيرة معمرة. استخدمها اليونانيون والرومانيون مادة طبية. تحتوي الأوراق على زيت طيار بنسبة 3% تقريبا. موطنها الأصلي دول البحر الأبيض المتوسط.

## التعريف
" laurus noboilis " هو الاسم اللاتيني لشجر الغار وحتى لكل الأشجار دائمة الخضرة في حوض البحر الأبيض المتوسط ولشجر الغار ثمار تشبه ثمار الزيتون ويستخرج من هذه الثمار زيت عطري معقم يدعى زيت الغار وهو يستخرج بطرق تقليدية يدوية.
هي أشجار دائمة الخضرة منفصلة الجنس تزهر في منتصف نيسان، إن الأشجار المذكرة لا تعطي ثماراً والتي عادة ما تشبه ثمار الزيتون مع تميزها عنه بلون بني داكن وتتوضع الثمار بشكل عناقيد جميلة يتم قطافها في فصل الخريف وتتم عملية القطاف والعصر بطرق تقليدية يدوية تناقلها القرويون من جيل لأخر.

## الاستخدامات
تستعمل أوراق الغار بهارات في وصفات الطعام المتنوعة، وصناعياً يستخرج زيت الغار من ثماره ليدخل في صناعة الصابون الطبيعي.

## التركيب
إن الزيت العطري المستخرج من أوراق الغار(0.8% – 3%) تحتوي على (سينول - أوجينول - استول ايجينول - ميثيل d,جينول- الغار بيتا بينين - فيلا ندرين- لينالول - جيرانيول - تيربينول) كما تحتوي ثمار الغار (0.6 % – 10 %) من الزيت العطري «تبعاً لطريقة القطف والتخزين» وهذا الزيت يحتوي (سينول - تيربيتول - ألفا وبيتا بينين - – سيترال - سيناميل أسيد - ميثيل ايستر) ويحتوي أيضا على دهون ثلاثية من لوريك أسيد (حمض الغار) وحمض الميريستيك وحمض الأوليك (حمض الزيت).

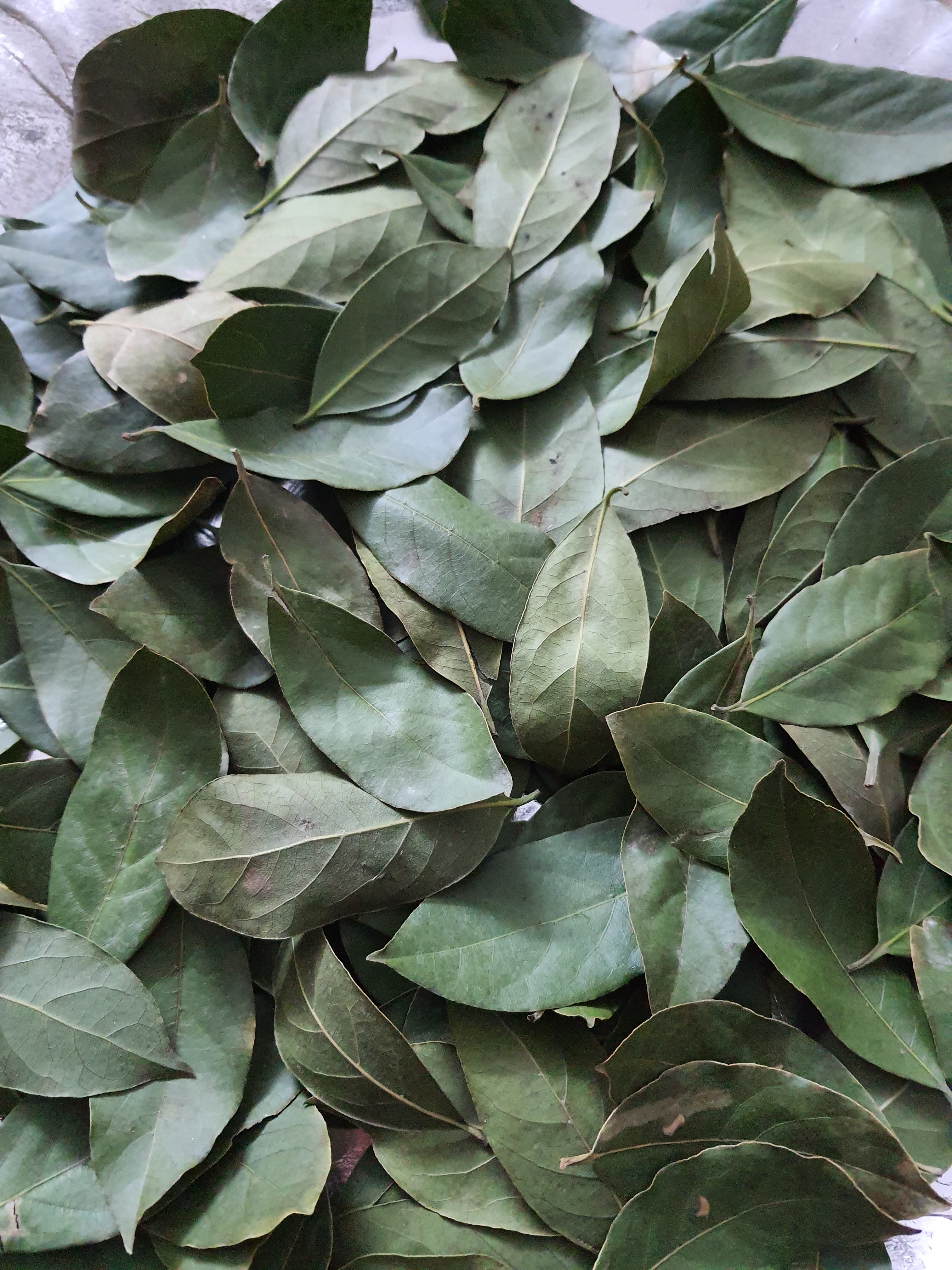
أوراق الغار بعد تجفيفها لاستخدامها في الطهي وأغراض أخرى.

## المعلومات الغذائية
يحتوي كل 100غ من الغار، بحسب وزارة الزراعة الأميركية على المعلومات الغذائية التالية :
- السعرات الحرارية: 313
- الدهون: 8.36
- الدهون المشبعة: 2.28
- الكاربوهيدرات: 74.97
- الألياف: 26.3
- البروتينات: 7.61
- الكولسترول: 0

## الصور

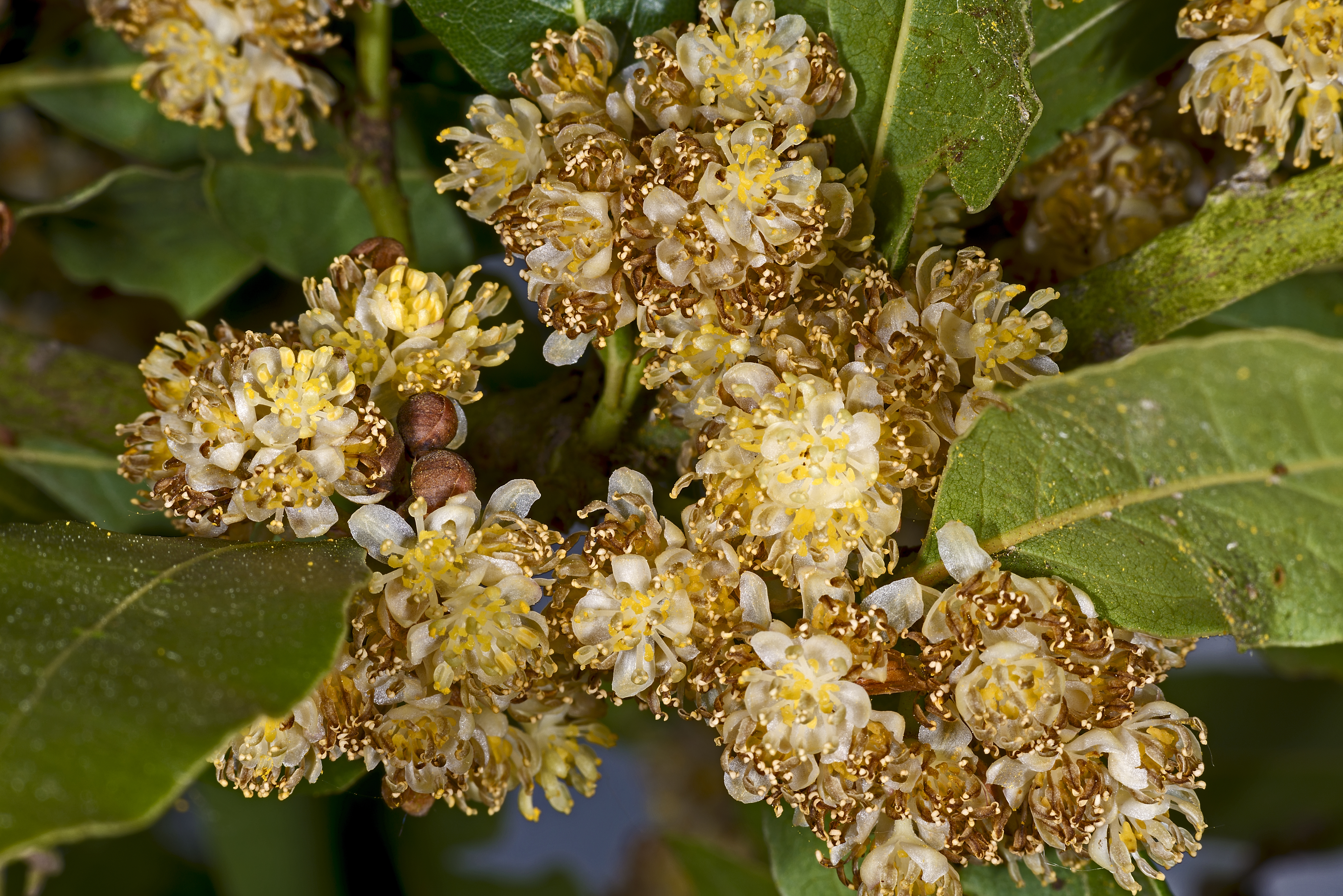
الزهور والأوراق
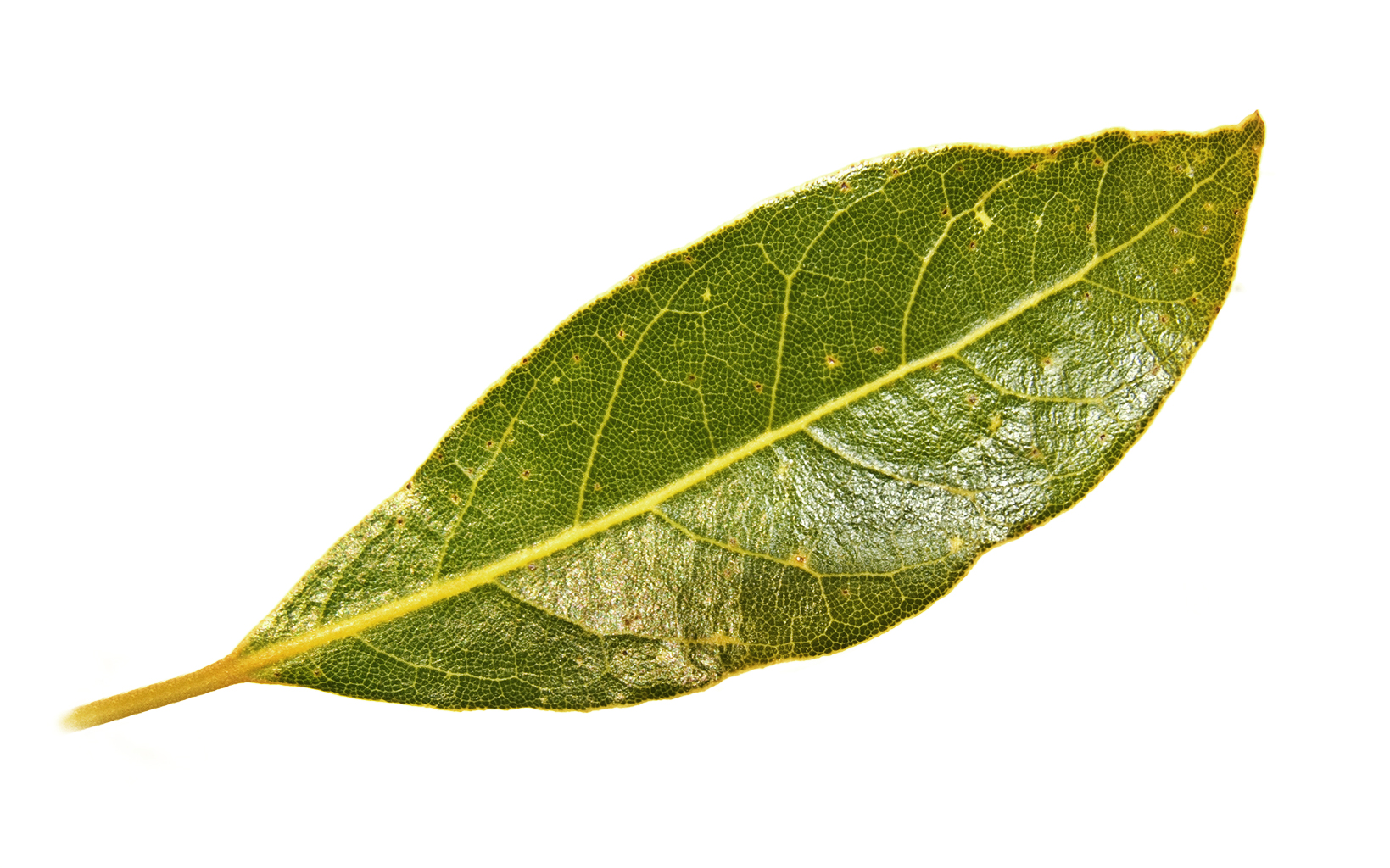
ورقة غار
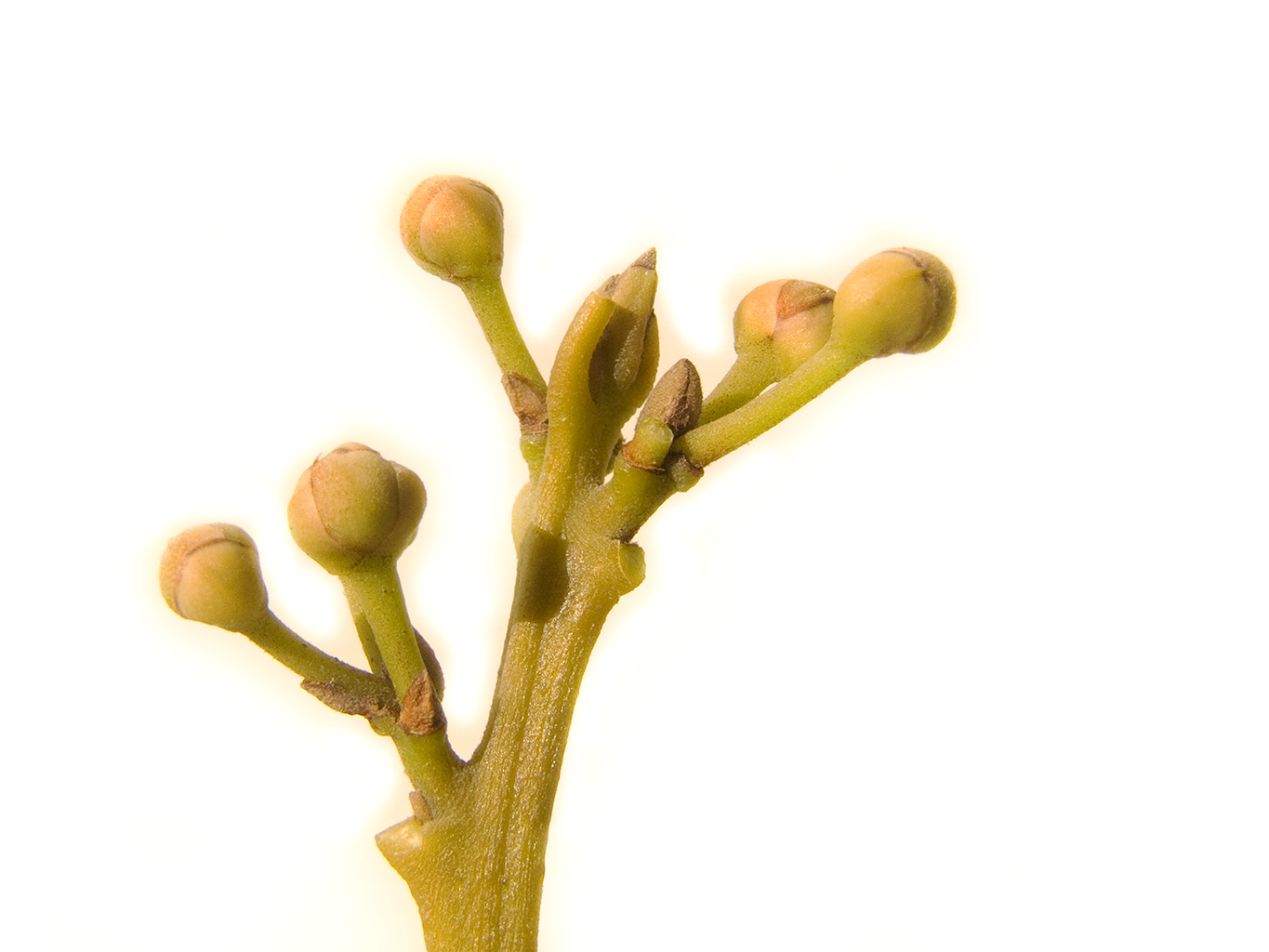
بذور الزهور
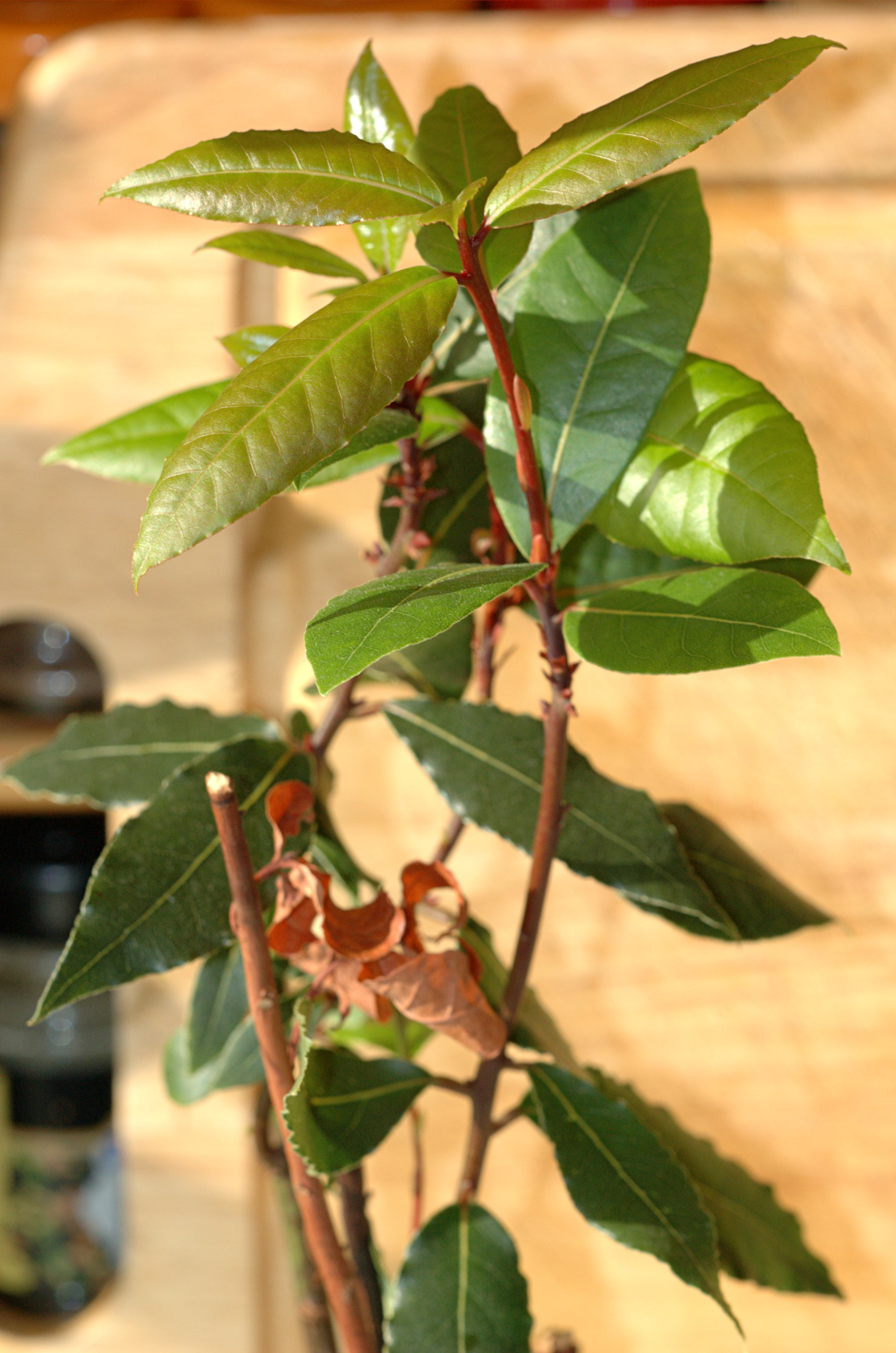
الغار مزروعا في مطبخ
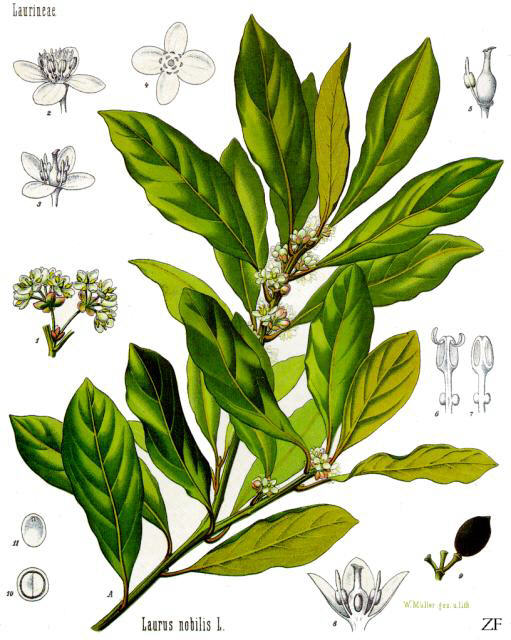
توضيح من القرن التاسع عشر
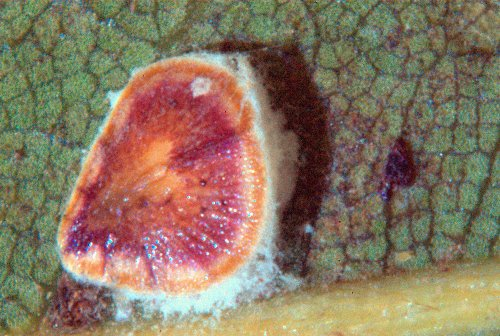
مقطع تشريحي لداخل ورقة غار